# Blimp
Blimp er navnet på en type luftskib der ligner en Zeppeliner, men med den væsentlige forskel at blimp'en ikke har noget indre skelet til afstivning.
Historien om typen kan spores tilbage til 1915, da Storbritannien benyttede fartøjet under 1. verdenskrig. 